# Transport a través de membranes

## Funcions del transport a través de membranes
- Entrada de combustibles i nutrients
- Manteniment de la concentració interna de metabolits i ions.
- Manteniment del pH intracel·lular
- Regulació del volum cel·lular
- Generació de gradients iònics essencials en teixits excitables
- Absorció de nutrients en l'epiteli intestinal
- Excreció de substàncies de rebuig en el ronyó

## Variació d'energia lliure en els sistemes de transport
D'acord amb la segona llei de la termodinàmica, les molècules es desplacen espontàniament des de la regió de major concentració a la de menor concentració.

### Per a molècules sense càrrega
Canvi d'energia lliure quan una molècula sense càrrega es trasllada d'un espai amb concentració [C1] a un altre de [C₂]:
{\displaystyle \Delta G=2,3RT\log {\frac {C_{2}}{C_{1}}}}
On R és la constant dels gasos (8,314 J/K mol); T és la temperatura en kèlvins; i [C1] i [C₂] són les concentracions de solut lliure en els compartiments de sortida i arribada, respectivament.
Si C₂ < C1, ΔG < 0, moviment del solut favorable, sense força motriu.
Si C₂ > C1, ΔG > 0, el moviment del solut requereix energia.

### Per a molècules amb càrrega
Per a una espècie carregada, s'ha de considerar també el potencial elèctric que es genera a través de la distribució desigual que existeix en ambdós costats de la membrana perquè els ions seran repel·lits per les càrregues del mateix signe.
Canvi d'energia lliure quan una molècula carregada es trasllada d'un espai amb concentració [C1] a un altre de [C₂]:
{\displaystyle \Delta G'=2,3RT\log {\frac {C_{2}}{C_{1}}}+ZF\Delta \Psi }
On R és la constant dels gasos (8,314 J/K mol); T és la temperatura en kèlvins; F la constant de Faraday (96480 J/mol V); [C1] i [C₂] són les concentracions de solut lliure en els compartiments de sortida i arribada, respectivament; Z és la càrrega del solut, amb el signe adequat; i ΔΨ la diferència de potencial en volts entre ambdós compartiments (Potencial del d'arribada menys potencial del de sortida)

## Transport de molècules petites

### Transport no facilitat: difusió simple
És el procés mitjançant el qual les molècules travessen per elles mateixes la membrana.
- No requereix energia
- Transport de molècules hidròfiles
- A favor del gradient extra/intracel·lular
- Es produeix instantàniament
- Transport inespecífic

### Transport facilitat
El transport és facilitat gràcies a la participació de proteïnes de membrana
- Transport de molècules que tenen una permeabilitat parcial (glucosa, aminoàcids, etc.) o que són totalment impermeables (ions)
- Necessita proteïnes de transport
- Transport específic

#### Passiu
- No necessita energia
- A favor del gradient extra/intracel·lular
- Tipus de proteïna de transport:

- Canal: Transport d'ions (específica per a cada ió)
- Proteïna transportadora

#### Actiu
- Necessita energia
- En contra del gradient extra/intracel·lular
- Tipus de proteïna de transport:

- Proteïna transportadora

##### Primari
Acoblat directament a una reacció química exergònica

##### Secundari
Acoblat al flux exergònic d'un solut diferent al bombejat

## Transport de macromolècules i partícules grans
- Es fa a través de vesícules
- Requereix:

- Energia (ATP)
- Ions calci
- Citoesquelet (Microtúbuls)
- Proteïnes G (GTP)

### Tipus
- Entrada:

- Endocitosi
- Fagocitosi

- Sortida:

- Exocitosi